# 理查·培根
理查·培根（英語：Richard Bacon，1962年12月3日—）是一位英格蘭政治人物，他的黨籍是保守黨。自2001年開始，他擔任南諾福克選區選出的英國下議院議員。他已經結婚並有兩個孩子。